# 硫磺海峽

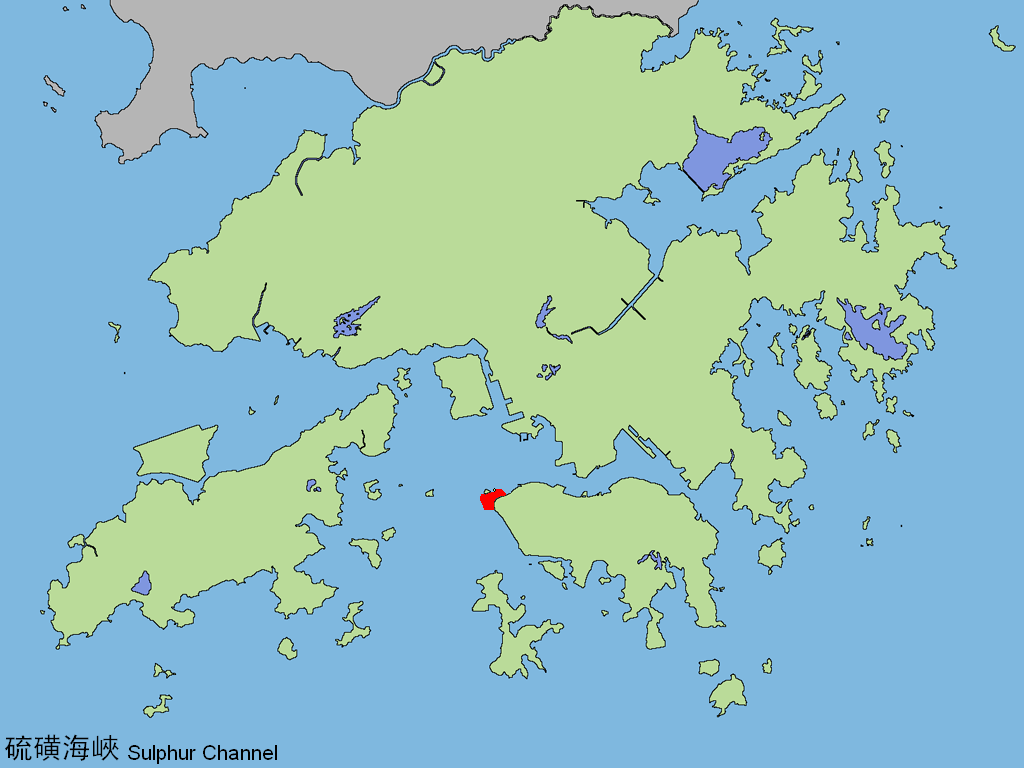
硫磺海峽在香港的位置〔紅色地方者〕。

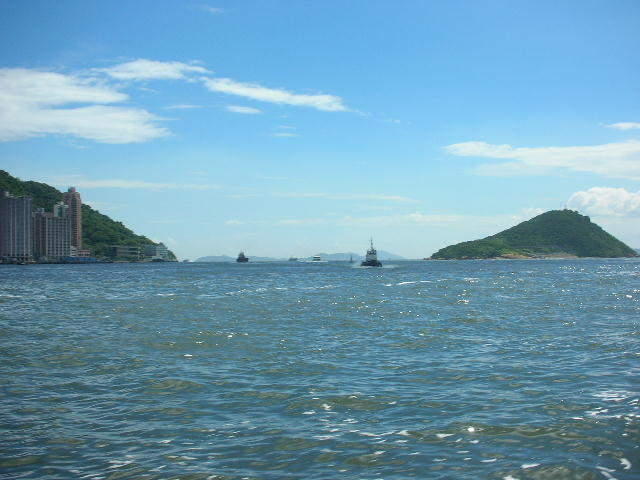
硫磺海峽

硫磺海峽（英語：Sulphur Channel）是香港海峽之一，位於青洲、小青洲及香港島區之間。海峽西端連接東博寮海峽，東端則連接維多利亞港。這個海峽是來往中環至長洲、南丫島等離島的香港渡輪以及上環港澳碼頭、尖沙咀中港碼頭至澳門、中山和珠海的跨境渡輪必經之路。
1990年代的青洲填海計劃中填海193公頃，容納逾10萬人口。整個硫磺海峽會被填海成為陸地，使青洲與香港島連接，但在環保組織的強烈反對下，香港政府最終擱置有關計劃。
硫磺海峽原稱青洲口。
現名與硫磺無關，而是由於硫磺號 (H.M.S. Sulphur) 而得名， 香港首張測量地圖是由英軍測量官愛德華·卑路乍上校 （Captain Edward Belcher ）乘坐測量船硫磺號進行的，完成的地圖定名為<1841年中國香港圖> (Map of China - Hong Kong , 1841)。